# St. Apollonia (Vidice)
Koordinaten: 49° 36′ 58″ N, 12° 49′ 51″ O

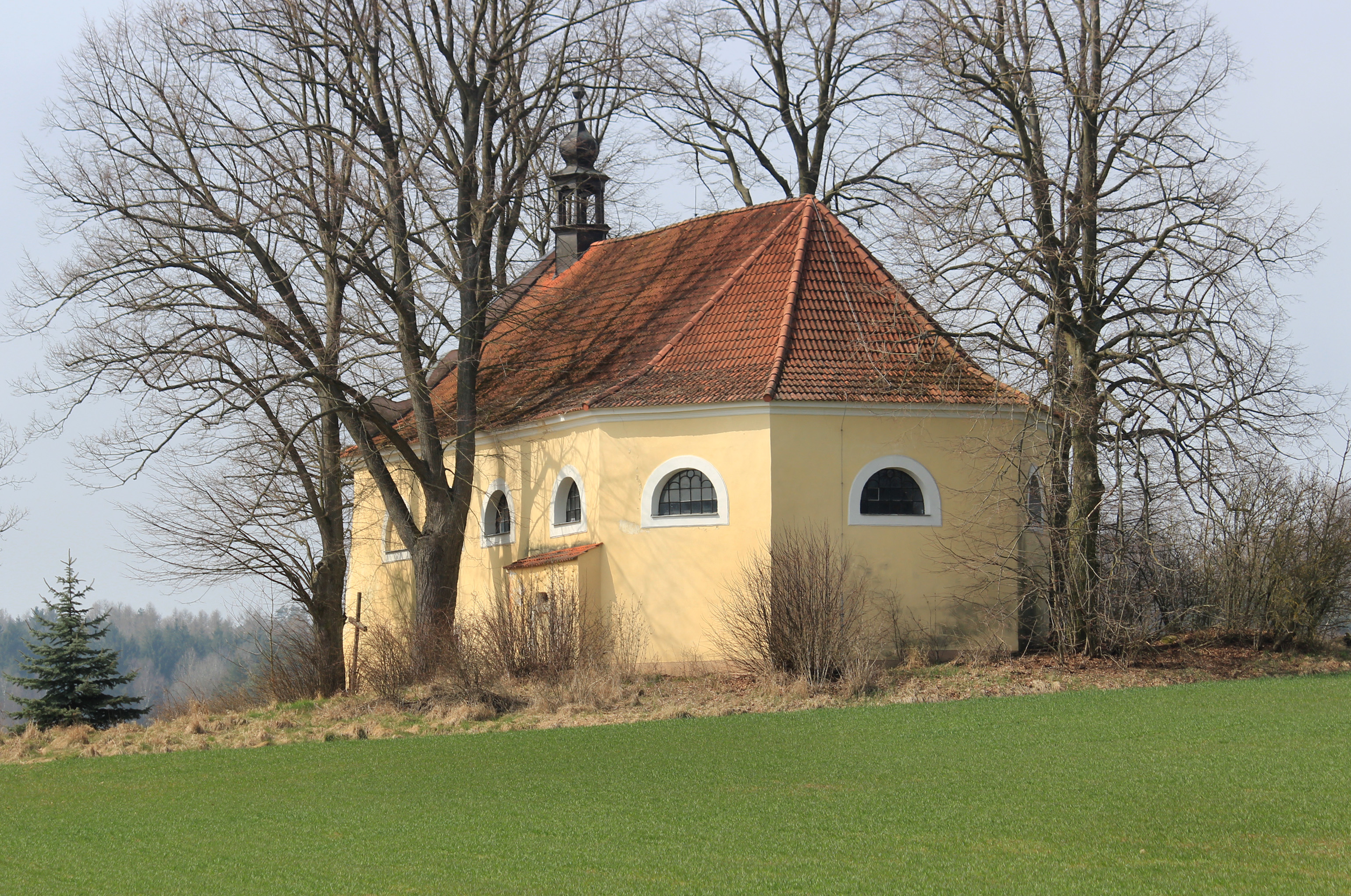
Kirche St. Apollonia in Vidice

Die Wallfahrtskirche St. Apollonia in Vidice (deutsch Widlitz), einer tschechischen Gemeinde im Okres Domažlice der Pilsner Region, wurde vermutlich im 17. Jahrhundert errichtet. Die Kirche nördlich des Ortes auf einem Hügel ist ein geschütztes Kulturdenkmal.
Die der heiligen Apollonia geweihte Kirche wird von einem Dachreiter bekrönt.
Die Kirche wurde 1994/95 renoviert.